# Medaglia per il restauro del settore siderurgico del Sud
La medaglia per il restauro del settore siderurgico del Sud è stata un premio statale dell'Unione Sovietica.

## Storia
La medaglia venne istituita il 18 maggio 1948.

## Assegnazione
La medaglia veniva assegnata a lavoratori, impiegati, ingegneri e professionisti per premiare il lavoro straordinario, le prestazioni di alta produzione e le realizzazioni per il restauro del settore siderurgico del Sud.

## Insegne
- La medaglia era di ottone. Il dritto raffigurava l'immagine in rilievo di un altoforno ricostruito, a destra, un lavoratore con uno strumento per la punzonatura, sullo sfondo al centro, il sole che sorge con raggi salienti. Lungo la circonferenza laterale e superiore, la scritta in rilievo "PER IL RESTAURO DEL SETTORE SIDERURGICO DEL SUD" (Russo: «За восстановление предприятий чёрной металлургии юга»), in fondo, l'immagine in rilievo di una stella a cinque punte su una corona di alloro. Sul retro la scritta "LAVORO IN URSS - UNA QUESTIONE D'ONORE" (Russo: «ТРУД В СССР - ДЕЛО ЧЕСТИ») sotto ad una falce e un martello.
- Il nastro era blu con due strisce azzurre con sul lato verso il centro una sottile striscia bianca.